# Distrito de Santo Domingo de Acobamba
El distrito de Santo Domingo de Acobamba es uno de los veintiocho que conforman la Provincia de Huancayo, ubicada en el Departamento de Junín, bajo la administración del Gobierno regional de Junín, en el Perú.  Limita por el norte con el anexo de Pacaylan; por el este con el anexo de Ayño Tolejala y el Valle San Fernando; por el oeste el anexo de Moya; y, por el sur por los anexos de Antacalla que pertenece al Distrito de Andamarca. 
Desde el punto de vista jerárquico de la Iglesia católica forma parte de la Arquidiócesis de Huancayo.

## Historia
Santo Domingo de Acombamba, fue un sitio de pampa y charco en donde los antepasados pobladores le llamaron: YACU-PAMPA(quechua), quienes fueron los primeros habitantes y en donde en ella fundaron, por la familia Gliserio Mendoza, Castro, Meza y otros. En las zonas bajas se cultivan una variedad de frutas como: chirimoyas, lúcuma, granadillas, caña de azúcar, palta, pacay, etc. Son expertos en la elaboración de un dulce a base de Chancaca y Guarapo, Alfeñique. hecho de chancaca.Se hace llegar a conocer los sitios que le acompañan al Distrito como:
Biscuchu, wuata, Pachauclo, Punlo, Shucuishma, Shucsho, Aplauclo, Asto, Cashpaspata, cululpata,
verdepampa, Chullinpampa, Verdepampa, Añashwata, Zice, Antacalla, Andamayo, Zapallo Wauta y Ayño pampa.

### Creación
Fue creado por Ley del 6 de septiembre de 1920, por los comuneros de Santo Domingo de Acobamba y Ayño Tolejala, en donde se llega a conocer que a cada año se proclama el aniversario de Santo Domingo de Acobamba.

## Geografía
Santo Domingo de Acobamba se constituye como un estado plurinacional, descentralizado y con autonomías. Se divide en 3 valles territoriales.
- Valle San Fernando
- Valle Pauran
- Valle Yunca

Tiene una extensión de 778,02 kilómetros cuadrados y una población de 10 000 habitantes aproximadamente.

### Anexos
1. Alegría
2. Astilleria
3. Aticocha
4. Balcón
5. Callanga
6. Carmen Alto
7. Chamana Bamba
8. Chanchamayo
9. Chuquicocha Pampa
10. Durazno Pata
11. Huancamayo
12. La Libertad
13. Lanla
14. Lilcana
15. Matapucquio
16. Matichacra
17. Milopata
18. Moya
19. Nueva Libertad
20. Oropel
21. Otorongo
22. Oxabamba
23. Pampahuasi
24. Pasla Alta
25. Pasla Baja
26. Potrero
27. Pumabamba
28. Quishua
29. Ranra pata
30. en el próximo periodo de alcalde ( creación de pueblo alto rosas pampa que se ubica en uchapata con una población de 50 habitatantes)
31. Rosas pampa
32. San Antonio Carrizal
33. San Antonio de Alegría
34. San Antonio de Hualcara
35. San Bartolomé
36. San Martín de Pucuta
37. Surcobamba
38. Achirayo Pampa
39. Tolejala (Ayño Tolejala)
40. Unoc
41. Uvas Pata
42. Villa El Salvador
43. Villa Yauyo
44. Yanabamba
45. Yunca Lihuina
46. Yuracyaco

## Autoridades

### Municipales
- 2015-2018[2]
  - Alcalde: Edwin Castro Aranda, Movimiento Junín Sostenible con su Gente (JSG).
  - Regidores: Humberto Benecio Poma Caja (JSG), Néstor Enrique Rojas Huaringa (JSG), Enrique Véliz Samaniego (JSG), Olga Alijandra Rebolo Borja (JSG), Andrés López Llulluy (Frente Amplio).
- 2011-2014[3][4]
  - Alcalde: Jorge Aparicio Camarena Carhuallanqui, Movimiento Independiente Fuerza Constructora (FC).
  - Regidores: Walter Flores Romaní (FC), Edgard Calderón Mercado (FC), Rocío Cano Meza (FC), Raúl Véliz Valero (FC), Víctor Campos Muñoz (La Carita Feliz).

### Policiales
- Comisaría

### Religiosas
- Arquidiócesis de Huancayo[5]
  - Arzobispo: Mons. Pedro Barrego Jimeno, SJ.
- Parroquia Santo Domingo[6]
  - Párroco: Pbro.

## Turismo
EN VALLE YUNCA
Se puede apreciar el paisaje natural de Jatun Asha, y las riquezas de Rosas Pampa, Tunco Machay, solo los del pueblo puede ver y encontrar la riqueza que posee como el oro, plata protegido por el pueblo de los galenos, se puede visitar al nevado del Zorro que se encuentra en las alturas del anexo de Otorongo y apreciar de un lago encantado que se encuentra en Niñop Jamanan cerca al Condorcio Loma;un paraje encantador, en Uchapata se puede apreciar de aves y animales:pavo de monte , sajino, loros, tucan, guacamayo, venados , etc, pronto se convertirá en un lugar turístico por sus riquezas jamás contada.

EN VALLE YUNCA SE SIEMBRA: 
Caña de azúcar, caña blanca, caña morado, yacón , piña, papaya , lucuma, chirimoya, pacay, mani, variedades de papas, olluco, mashua, oca, petuca, todo tipo de plátanos, palta, variedades de maíz, variedades de frejoles, habas , alverja, pallares, todo tipo de verduras.
SE ELABORA :
Chancaca, aguardiente de caña de azúcar, alfiniques, sogas.
SANTO DOMINGO DE ACOBAMBA
Santo Domingo de Acobamba tiene su renombre como atractivo turístico siendo sus principales atracciones la labor de sus artesanos Acobambinos y San Barlominos, la gente del Valle Pauran y Valle Yunca y el turismo paisajístico recreativo.
CATARATAS
- La Catarata Aplauclo, se encuentra al oeste de Santo Domingo de Acobamba con 10 minutos de caminata, la Catarata Aplauclo es la entrada de un hermoso paisaje, durante la trayectoria se puede apreciar 3 cataratas y montañas semi rocosas y plantas y gran biodiversidad.

- La catarata Aplauclo es la zonas más visitada, con una altura de 20 Metros.

- La Catarata Cashpashyaculumi, se ubica hacia la cima de Santo Domingo de Acobamba que limita con Asto, la trayectoria en caminata es aproximadamente 20 minutos a pie y la caída de sus aguas cristalinas es de 9 metros.

- La Catarata Chu’ñuyacu, se ubica en la cima de Santo Domingo de Acobamba, en una caminata de 35 minutos, y tiene una caída de aproximado 6 metros, en sus alrededores se encuentra zonas de arbustos, donde es posible apreciar desde la cima todo el poblado, y en donde posible acampar y protegerse de las lluvias.

Las visitas a las cataratas Aplauclo son gratuitas.
Santo Domingo de Acobamba tiene renombre como atractivo turístico, siendo sus principales atracciones, la labor de sus artesanos acobambinos y san barlominos y el turismo paisajístico recreativo.
Parca es la única atracción del pueblo, se visita especialmente los días de 22 y 23 de septiembre de cada año, se encuentra en la cima de Acobamba. Con clima cálido y gente muy generosa con el visitante. En el trayecto encontraremos más de 10 lagunas, el recorrido es a pie en un máximo de 2 horas hasta Parca.
Punlo, posee unas preciosas ruinas muy antiquísimas, una casa hecha de piedras, posee 2 plazas en forma de castillo y entre las rocas de los alrededores hay formas de cuchilla, más de 15 cuevas.

## Festividades
Como toda localidad andina, el calendario de fiestas costumbristas en Santo Domingo de Acobamba es muy conocida. Se puede afirmar que en todos los meses del año hay una fiesta costumbrista. Estas fiestas se caracterizan por estar vinculadas principalmente a un ícono religioso católico y por durar como mínimo 5 días. Durante las fiestas se realizan comparsas por los anexos y valles (muchas veces se dan simultáneamente varias comparsas en distintos puntos de la anexos) ya sea en procesión del ícono religioso. Todas estas comparsas se acompañan con bandas de músicos que tocan los ritmos propios de la región y también conocido el Santiago (Shakatan).
Fiesta central de Santo Domingo de Acobamba, es el 3,4,5,6 y 7 de agosto a cada año, en las costumbres del poblado.
3 de agosto se presenta con los músicos de “La Banda” conformados por dos a 3 bandas de músicos, y por siguiente en la noche se realizan, como el Castillón a la media noche.
4 de agosto se realizan se lo conoce como Central, donde la mayoría aprovechan y en donde hay Misa, matrimonios y bautizos en la iglesia.
Y también como el día de Corrida de Toros, como a las 3:00 p. m. en el estadio Pachauclo, y las entradas son gratuitas.
5 de agosto, llega el día que sale el Santiago (Shacatan).
6 de agosto, sigue la fiesta
7 de agosto, es el final de la fiesta, con el Santiago hasta las 6:00 a. m. del día siguiente.

COSTUMBRES
El 20 de enero se celebra el nacimiento del niño Jesús, cada marzo los carnavales, julio se celebra la fiesta costumbrista el Santiago, noviembre la fiesta de todos los santos.

## Gastronomía
En los platos típicos se encuentra y se nombra como los platos típicos acobambinos y en el poblado suele en consumir a diario y también como sus sazones de las madres:
El Sanco, el Patachi, Sopa de Olluco, La Pachamanca de todos los sabores, Caldo de cordero, Caldo de mote, Sopa de zapallo, Mashua y otros…